# Chicksands
Chicksands è un paese di 2 120 abitanti della contea del Bedfordshire, in Inghilterra. Si trova nella parrocchia civile di Campton and Chicksands.